# المنكب (إسبانيا)
بلدية المُنَكَّب (بالإسبانية: Almuñécar) هي بلدية تقع في مقاطعة غرناطة التابعة لمنطقة أندلوسيا جنوب إسبانيا.

## الديموغرافيا
بلغ عدد سكان بلدية المنكب 27.754 نسمة عام 2011 (وفقاً للمعهد الوطني الإسباني للإحصاء).
| 21.472 | 21.170 | 22.030 | 24.713 | 27.076 | 27.696 | 27.754 |

## توأمة

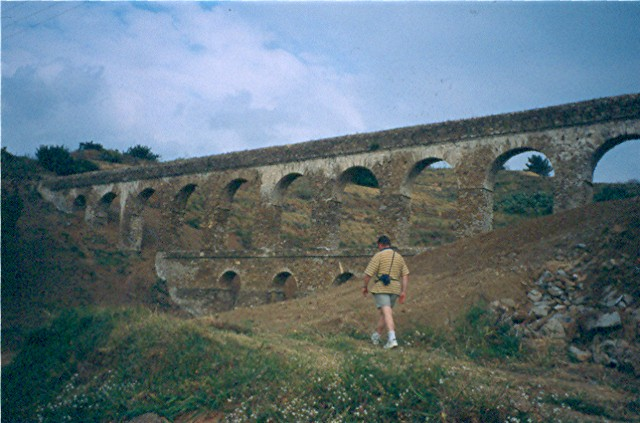
القناة الرومانية في وادي نهر سيكو على بعد حوالي 2 كم (1 ميل) شمال المنكب

لالمنكب (إسبانيا) اتفاقيات توأمة مع كل من:
- فورستنفلدبروك (25 يونيو 2005 - )
- خان يونس
- تشرفيتيري
- Livry-Gargan [الإنجليزية]‏
- العرائش
- بويرتو دي لا كروث

## معرض الصور

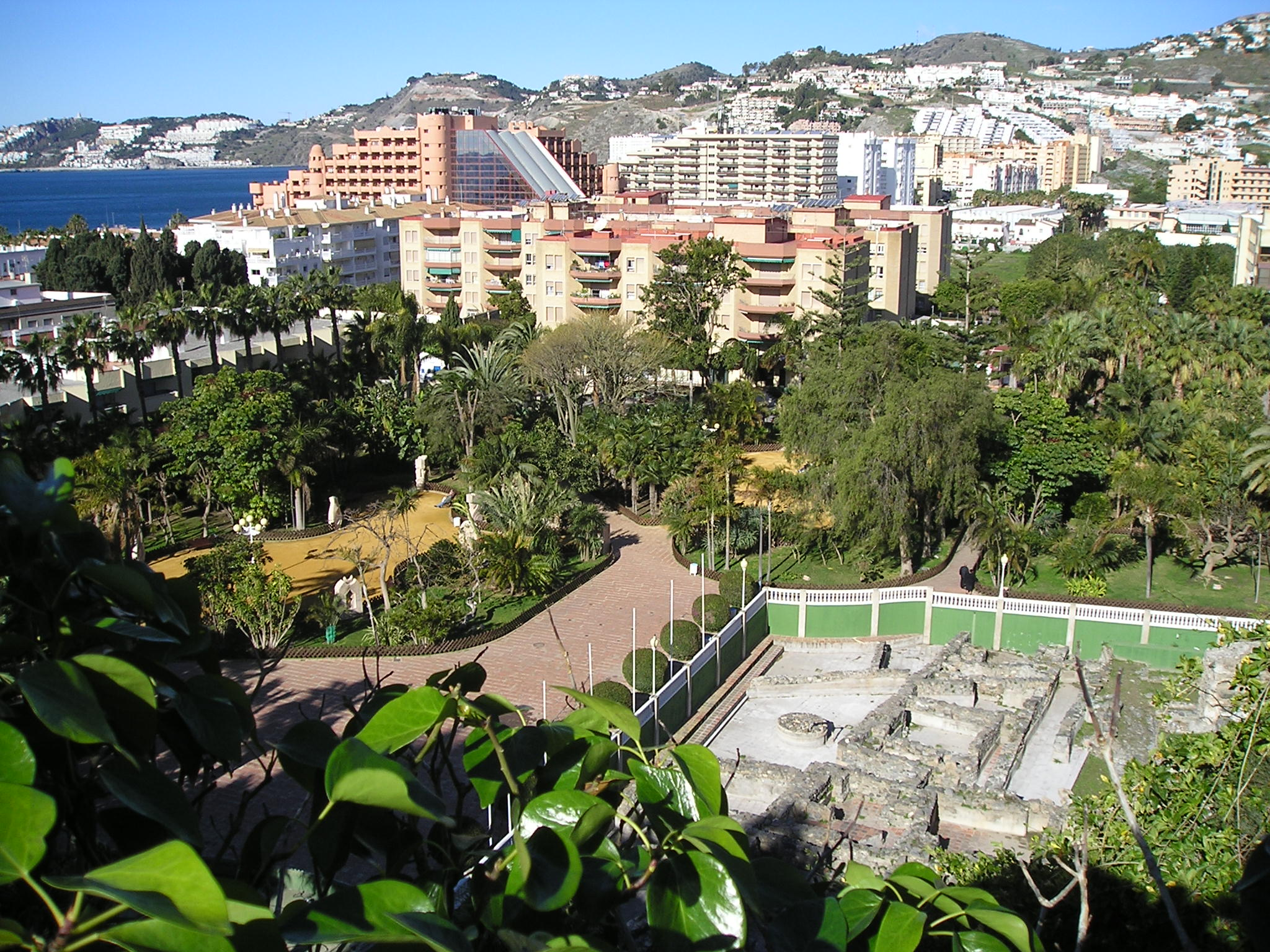
أطلال محفورة لمصنع تمليح الأسماك الفينيقي داخل منتزه ماجويلو في المنكب

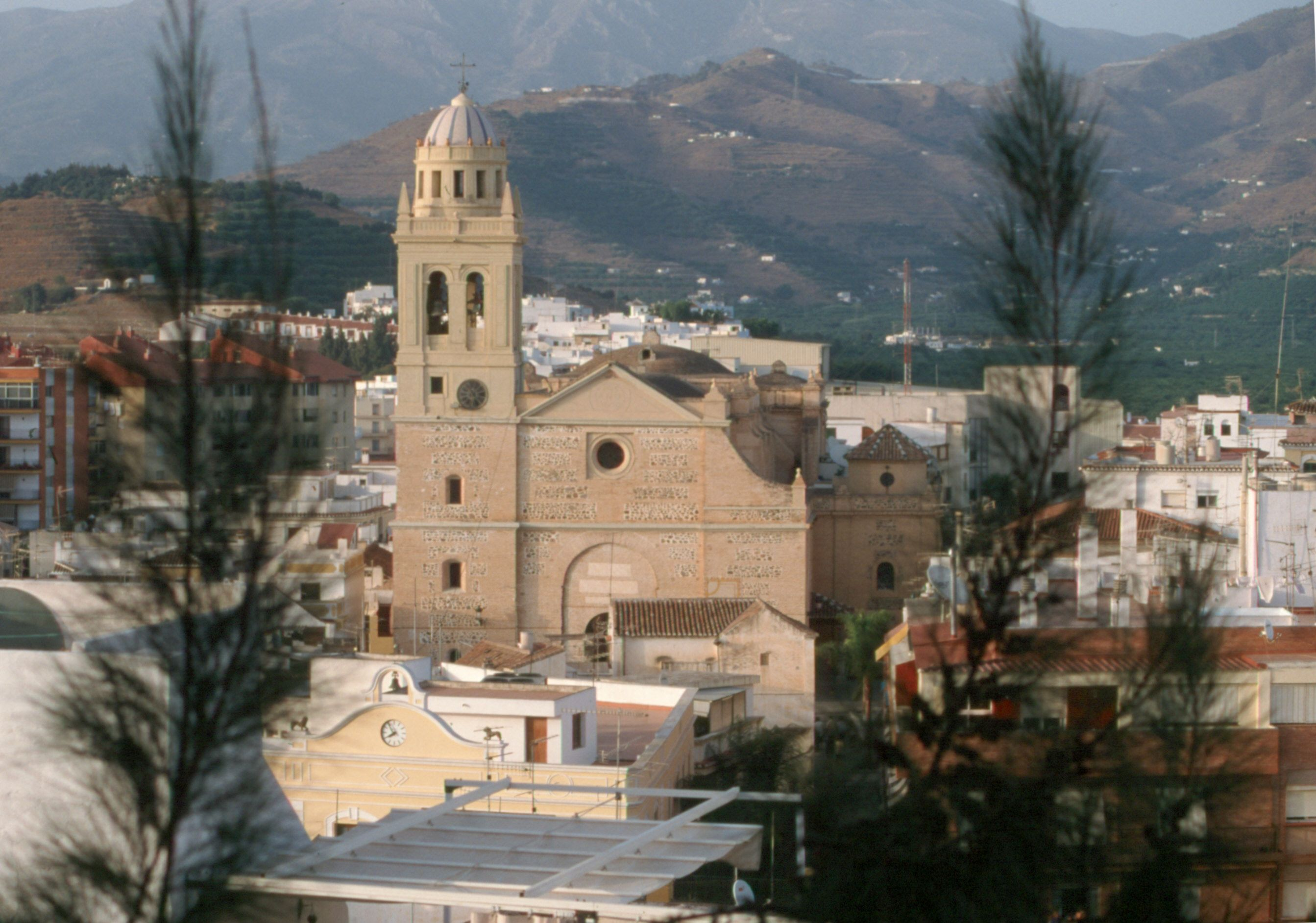
كنيسة التجسد في المنكب

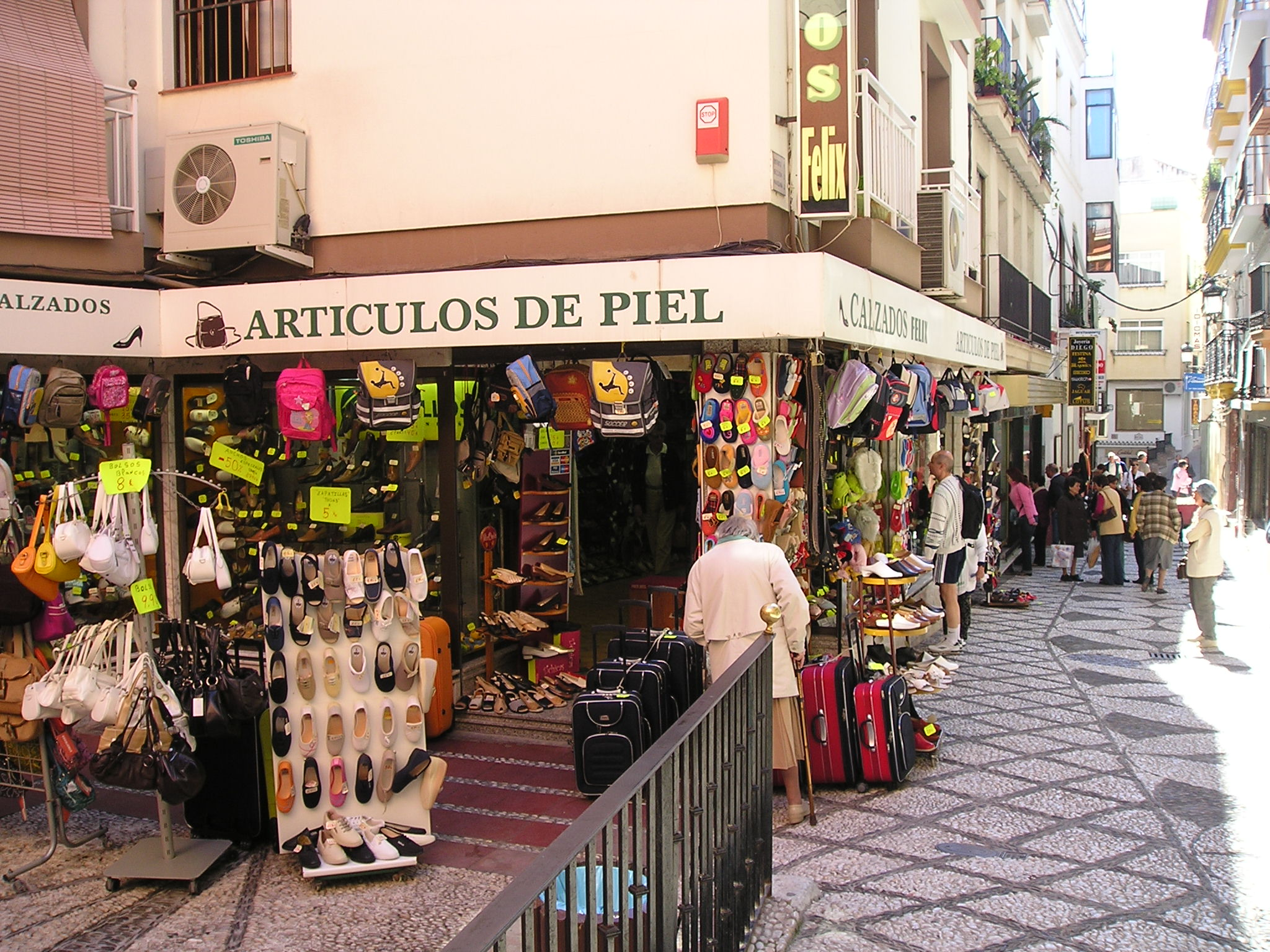
من معالم البلدة القديمة في المنكب

## أعلام
- فرنسيسكو رودريغيز
- بابلو غونزاليس
- جون كروس
- أندريس رودريغيز
- باكو بونت